# Římskokatolická farnost – děkanství Golčův Jeníkov
Římskokatolická farnost – děkanství Golčův Jeníkov je územním společenstvím římských katolíků v rámci havlíčkobrodského vikariátu královéhradecké diecéze.

## O farnosti

### Historie
První písemná zmínka o Golčově Jeníkově je od milevského opata Jarlocha z poloviny 12. století. První zmínka o zdejší farnosti (respektive plebánii) je z roku 1359. V roce 1657 byla vystavěna jezuitská rezidence, která byla později změněna na faru (děkanství). Děkanský kostel sv. Františka Serafinského je empírovou stavbou z první půle 19. století. Samostatně stojící zvonice u kostela je reliktem starší sakrální stavby, je v barokním stylu a postavena byla v letech 1660–1665. V této věži se z původní zvonové sestavy dochoval zvon jediný, nejcennější. Byl ulit v roce 1482, původně pro jiný kostel. Do Golčova Jeníkova se dostal v roce 1784 jako náhrada za místní zvony, které se roztavily při požáru zvonice.

#### Přehled duchovních správců
- 1790–1819 R.D. Sebastian Czech, biskupský notář (1754 – 10. ledna 1832 Golčův Jeníkov)
- 1819–1830 R.D. Jan Alois Suchý, děkan (2. listopadu 1790 – 18. června 1830)
- 1830–1832 R.D. František Pátek
- 1832–1848 R.D. František Kroupa (* 19. listopadu 1779 Jaroměř), místní kaplan 1802–1810
- 1848–1887 R.D. Josef Novotný, děkan (30. ledna 1808 – 12. listopadu 1887 Golčův Jeníkov)
- 1887–1888 R.D. Jaroslav Horák, předtím místní kaplan
- 1888–1905 R.D. Emanuel Fencl
- ?1907–19?? R.D. Augustin Turek, děkan
- 1922–1924 R.D. Josef Chadraba, děkan (12. března 1891 Vinaře – 16. dubna 1956 věznice Mírov), později administrátor ve Vilémově, zde roku 1951 zatčen
- 19??–1935 R.D. František Vejstík, děkan
- 1935–1937 R.D. Karel Jonáš (1. dubna 1908 Jablonec nad Nisou – 3. září 1992 Hradec Králové) později kapitulní vikář Královéhradecké diecéze
- 1939–1957? R.D. František Boháč, děkan (24. ledna 1895 – 17. července 1959)
- 1957–1972 R.D. Vratislav Hartman (6. června 1925 – 11. února 1985), později administrátor v Ledči nad Sázavou
- 1973–1975 R.D. Jaroslav Haněl (9. března 1923 Čáslav – 11. listopadu 2001) později administrátor v Náchodě
- 1975–1979 R.D. Václav Hejčl (* 22. 10. 1947 Šonov), předtím kaplan Přibyslav, později v Lomnici nad Popelkou
- 1979 –2016 R.D. František Skřivánek (od r. 1995 farář-děkan), (2. prosince 1937 Habry – 11. května 2017 Stará Boleslav), přišel z Bernartic
- 2016 (1.–4. prosince) R.D. ThLic. Gabriel Burdej (administrátor ex currendo z Vilémova) (* 9. října 1973)
- 2016–2017 R.D. Mgr. Hroznata Pavel Adamec, O.Praem. (administrátor ex currendo z Havlíčkova Brodu)
- od 1. července 2017 R.D. Mgr. Josef Ziaťko jako administrátor, od 1. ledna 2021 jako farář a administrátor excurrendo farností Habry a Sázavka.[2][3]

### Současnost
Farnost zahrnuje (v roce 2023) pouze dvě obce: Golčův Jeníkov a Podmoky.
| Fotografie | Kostel                                | Místo          | Bohoslužba                                          | Bohoslužba                                          | Poznámka                  |
| ---------- | ------------------------------------- | -------------- | --------------------------------------------------- | --------------------------------------------------- | ------------------------- |
|            | Kostel svatého Františka Serafinského | Golčův Jeníkov | neděle středa sobota                                | 08.00 14.00 17.00 17.30 v zimě, 18.00 v létě        | farní kostel              |
|            | Kostel svaté Markéty                  | Golčův Jeníkov | kostel neslouží bohoslužbám, upraven na obřadní síň | kostel neslouží bohoslužbám, upraven na obřadní síň | hřbitovní filiální kostel |
|            | Kostel Jména Panny Marie              | Podmoky        | neslouží se pravidelně                              | neslouží se pravidelně                              | filiální kostel           |
|            | Kaple                                 | Podmoky        | neslouží se pravidelně                              | neslouží se pravidelně                              | kaple                     |